# گمینا گوووخوو
گمینا گوووخوو (به لهستانی:  Gmina Gołuchów) یک گمینا در لهستان است که در شهرستان پلشف واقع شده‌است. گمینا گوووخوو ۱۳۵٫۴۵ کیلومتر مربع مساحت و ۹٬۷۰۳ نفر جمعیت دارد.

## خواهرخوانده
شهر ارکنر خواهرخواندهٔ گمینا گوووخوو هست.